# 纳福胡同
39°55′44″N 116°24′09″E / 39.9289558°N 116.4025284°E
纳福胡同是北京市东城区的一条胡同。

## 简介
纳福胡同位于景山公园东北方向，为东西走向，西端折向北。纳福胡同东起嵩祝院北巷，北到东板桥街，西侧和吉安所北巷相连通，南侧和横栅栏胡同相连通。胡同全长232米，宽度7米，路面铺有沥青。
纳福胡同，清朝地处皇城以内，清朝乾隆时期称为“内府大街”，宣统时期称为“内府库”。明朝时，此地是内府供用库，故得名。民国36年（1947年）称为“纳福胡同”。据传说，该胡同的名字是由中华民国初年的京兆尹薛笃弼改成“纳福胡同”，既取了吉祥的意思，读音又相近。1949年后沿称“纳福胡同”。文化大革命期间一度改称“鼓舞胡同”，后来恢复原名“纳福胡同”。如今，纳福胡同内大多是居民住宅。